# Masayuki Mori (producteur)
Pour l’article homonyme, voir Masayuki Mori.
Masayuki Mori (森昌行, Mori Masayuki), né le 7 janvier 1953 est un producteur japonais de cinéma. Il est connu pour être le producteur des films de Takeshi Kitano.

## Filmographie
- 1991 : A Scene at the Sea (Ano natsu, ichiban shizukana umi) de Takeshi Kitano
- 1993 : Sonatine, mélodie mortelle (Sonatine) de Takeshi Kitano
- 1995 : Getting Any? (みんな〜やってるか!, Minnâ-yatteruka!) de Takeshi Kitano
- 1996 : Kids Return (キッズ・リターン) de Takeshi Kitano
- 1997 : Hana-bi (はなび) de Takeshi Kitano
- 1999 : L'Été de Kikujiro (Kikujirô no natsu) de Takeshi Kitano
- 1999 : Jam session - Kikujiro no natsu koshiki kaizokuban
- 2000 : Platform (Zhantai) de Jia Zhangke
- 2001 : Delbaran de Abolfazl Jalili
- 2002 : Plaisirs inconnus (Ren xiao yao)
- 2002 : Dolls de Takeshi Kitano
- 2003 : Zatoichi (座頭市, Zatōichi) de Takeshi Kitano
- 2004 : Shijie
- 2005 : Shichinin no tomurai
- 2005 : Takeshis' de Takeshi Kitano
- 2006 : Big River
- 2007 : Chacun son cinéma
- 2007 : Kantoku · Banzai!
- 2008 : Achille et la Tortue (Akiresu to kame) de Takeshi Kitano
- 2013 : A Touch of Sin (Tian zhu ding) de Jia Zhangke